# Teena Marie
Teena Marie, parfois appelée Lady T, née Mary Christine Brockert le 5 mars 1956 à Santa Monica, Californie, et morte le 26 décembre 2010 à Pasadena,, est une chanteuse américaine de soul et R'n'B, surnommée The Ivory Queen Of Soul (« Reine d'ivoire de la musique Soul »).

## Biographie
Engagée en 1976 par Motown Records comme choriste, elle sort son premier album, intitulé Wild and Peaceful en 1979. Rick James, qui venait de refuser de travailler sur un album de Diana Ross parce qu'il ne pouvait le superviser dans son intégralité, compose quatre titres de l'album sur six. C'est le début d'une longue collaboration artistique entre Teena Marie et Rick James. Dans une interview datée de 1999, Teena Marie admettra par ailleurs avoir eu une liaison amoureuse avec Rick James.
Contrairement à l'usage courant, le visage de Teena Marie n'apparait pas sur la pochette de son premier album. En effet, Motown ne souhaite pas que son public découvre que la chanteuse est « blanche », bien qu'elle ne soit pas seule dans son cas à figurer dans le catalogue de la maison de disques. La première chanteuse Motown « blanche » est Debbie Dean, en 1960. Le visage de Teena Marie apparait sur ses albums suivants. De fait, les questions d'appartenance ethnique n'ont jamais constitué un problème dans sa carrière, la chanteuse ayant toujours été très bien acceptée par tout le public du Rythm'n'blues.

## Le «Teena Marie Bill»
En 1982, Motown la poursuit pour rupture de contrat. Elle remporte la bataille judiciaire et son cas fait jurisprudence, depuis, sous le nom The Brockert Initiative, ou Teena Marie Bill, voté au congrès, qui impose une limitation de durée aux contrats entre les artistes et leurs maisons de disques, qui permet à un artiste dont la maison de disques ne veut pas sortir l'album de rompre son contrat et qui définit qu'un contrat d'artiste ne peut être payé moins de 6 000 $ US par an.

## Son répertoire
Parmi les chansons les plus célèbres de Teena Marie, on peut citer:
- Square Biz (1981)
- Behind The Groove (1979)
- I'm A Sucker For Your Love (1979)
- Lovergirl (1984)
- Ooo la la la (1988) — reprise en 1996 par The Fugees sous le titre Fu-Gee-La.

## Discographie
- Wild And Peaceful (1979)
- Irons In The Fire (1980)
- Lady T (1980)
- It Must Be Magic (1981)
- Robbery (1983)
- Starchild (1984)
- Emerald City (1986)
- Naked To The World (1988)
- Ivory (1990)
- Passion Play (1994)
- La Doña (2004)
- Sapphire (2006)
- Congo Square (2009)
- Beautiful (2013)